# Francesco Berni
Francesco Berni (ur. ok. 1497 w Lamporecchio, zm. 26 maja 1536 we Florencji) – włoski poeta, ksiądz. 
Wczesne lata spędził we Florencji. W 1517 roku rozpoczął służbę u kardynała Bernarda da Bibbiena i jego krewnego Angela Dovizi, następnie udał się do Werony, by podjąć pracę w charakterze sekretarza tamtejszego biskupa, Mattea Giberti. Istnieje domysł, że Berni został otruty za odmowę udziału w spisku na życie kardynała Giovanniego Salviatiego. Niewątpliwie jednak był zamieszany w intrygi dworskie.
Głównym jego dziełem była słynna przeróbka z elementami parodii utworu Orlando innamarato Mattea Marii Boiardo (1541), która na wiele lat przesłoniła oryginał. Uprawiał specyficzny rodzaj burleski w formie wydłużonego sonetu i gawędy tercyną. Tworzył utwory o ostro satyrycznym wydźwięku, skierowane przeciwko jego współczesnym, w tym Pietrowi Aretinowi i papieżom Hadrianowi VI i Klemensowi VII. Styl Berniego był na tyle charakterystyczny, że utwory pisane w ten właśnie sposób zaczęto nazywać berneskami (poesia bernesca), porównaj hasło Bernesque poetry w słowniku oksfordzkim.